# Rainieria
Rainieria is een vliegengeslacht uit de familie van de spillebeenvliegen (Micropezidae).

## Soorten
- R. antennaepes (Say, 1823)
- R. calceata (Fallén, 1820)
- R. latifrons (Loew, 1870)